# Inwood (Iowa)
Inwood – miasto w Stanach Zjednoczonych, w stanie Iowa, w hrabstwie Lyon. Zgodnie ze spisem statystycznym z 2000 roku, miasto liczyło 875 mieszkańców.